# Bernhard Stirnemann
Bernhard Stirnemann (* 12. September 1936 in Bern; † 23. März 2011 ebenda) war ein Schweizer Schauspieler, Regisseur, Liedermacher, Kulturunternehmer und Politiker (SP).

## Leben
Bernhard Stirnemann absolvierte nach einer abgebrochenen Schreinerlehre das Lehrerseminar und arbeitete bis 1998 als Lehrer. In den 1950er-Jahren schrieb er, unabhängig von Mani Matter, seine ersten Chansons, inspiriert von den französischen Chansonniers. 1961 gründete er das Kellertheater Die Rampe in der Berner Kramgasse, das er bis zur Schliessung 1982 auch selber leitete. Dort trat er 1966 erstmals gemeinsam mit den Berner Troubadours auf, denen er seither angehörte. Von 1968 bis 1970 leitete er auch das Theater am Käfigturm.
Er war jahrelang auch kulturpolitisch aktiv, von 1972 bis 1982 im Berner Stadtrat (Parlament) und von 1982 bis 1998 im Grossen Rat des Kantons Bern.
1992 gründete er mit Freunden eine Genossenschaft, die seither in Bern das Musigbistrot, ein Kultur-Bistro nach Pariser Vorbild, betreibt. Es wurde am 20. Todestag Mani Matters eröffnet.
Am  23. März 2011 verstarb er in seinem 75. Lebensjahr als dritter der Berner Troubadours, nach Fritz Widmer und Markus Traber, innerhalb eines Jahres.

## Werke

### Liederbuch
- Mit Rosmarie Fahrer, Ruedi Krebs, Mani Matter, Hugo Ramseyer und Fritz Widmer: Ballade, Lumpeliedli, Chansons à la bernoise. Benteli, Bern 1965.

### Aufnahmen mit den Berner Troubadours
- Berner Troubadours – Live, LP mit Chansons von allen sechs Troubadours, Zytglogge, Gümligen 1971 (CD: zyt 4016)
- Alti Hüet, LP mit Live-Aufnahme ihres „Nostalgieprogramms“ vom 18. September 1978 in Bern, Zytglogge (zyt 39), Gümligen 1978
- Das Konzert, 2 LPs (bzw. CDs) mit Live-Aufnahme ihres Jubiläumsprogramms vom 27. November 1985 im Stadttheater Bern, Zytglogge, Gümligen 1986 (CD: zyt 4052)
- Das neue Programm, CD mit Live-Aufnahme (Krebs, Stirnemann & Traber) vom 16. Mai 1991 in der Mahogany-Hall in Bern, Zytglogge (zyt 4067), Gümligen 1991
- 30 Jahre – Altes, Älteres, Neueres und Neues, 2CDs mit Live-Aufnahme vom 19. November 1995 aus dem Stadttheater Bern, Zytglogge (zyt 4076), Gümligen 1996
- Gäng wie gäng – Programm 2000, 2 CDs, live aus der Capella in Bern (La Cappella LIVE DCD), Bern 2000
- 40 Jahre Berner Troubadours, CD mit Liveaufnahmen aus dem Stadttheater Bern vom 13. Februar und 20. März 2005, Zytglogge (zyt 4095), Gümligen 2005